# Jong Polen
Jong Polen (Młoda Polska) was een nationalistische groep componisten, musici en kunstenaars in Polen, opgericht door de componisten Ludomir Różycki en Grzegorz Fitelberg in 1905. De term 'Jong Polen' dook al eerder op, in 1890, als aanduiding van een 'trend', maar de groep als zodanig bestond pas vanaf 1905. 'Jong Polen' hield op te bestaan in 1918.
De groep zette zich af tegen al te modernistische stromingen, maar ook tegen de traditionele vastgeroeste ouderwetse romantische kunst en cultuur, en volgde min of meer de neo-romantiek (zoals te vinden in het werk van componisten als Richard Strauss). Tot de groep behoorden onder anderen de componisten Ludomir Różycki, Mieczysław Karłowicz, Karol Szymanowski en Grzegorz Fitelberg. Ook de schilders Stanisław Wyspiański, Władysław Podkowiński en Olga Boznańska maakten deel uit van de groep.
In landen als Frankrijk (Groupe des Six) en Rusland (Het Machtige Hoopje) bestonden ook dergelijke nationalistische groepen die trachtten de vastgeroeste cultuur een nieuwe impuls te geven.

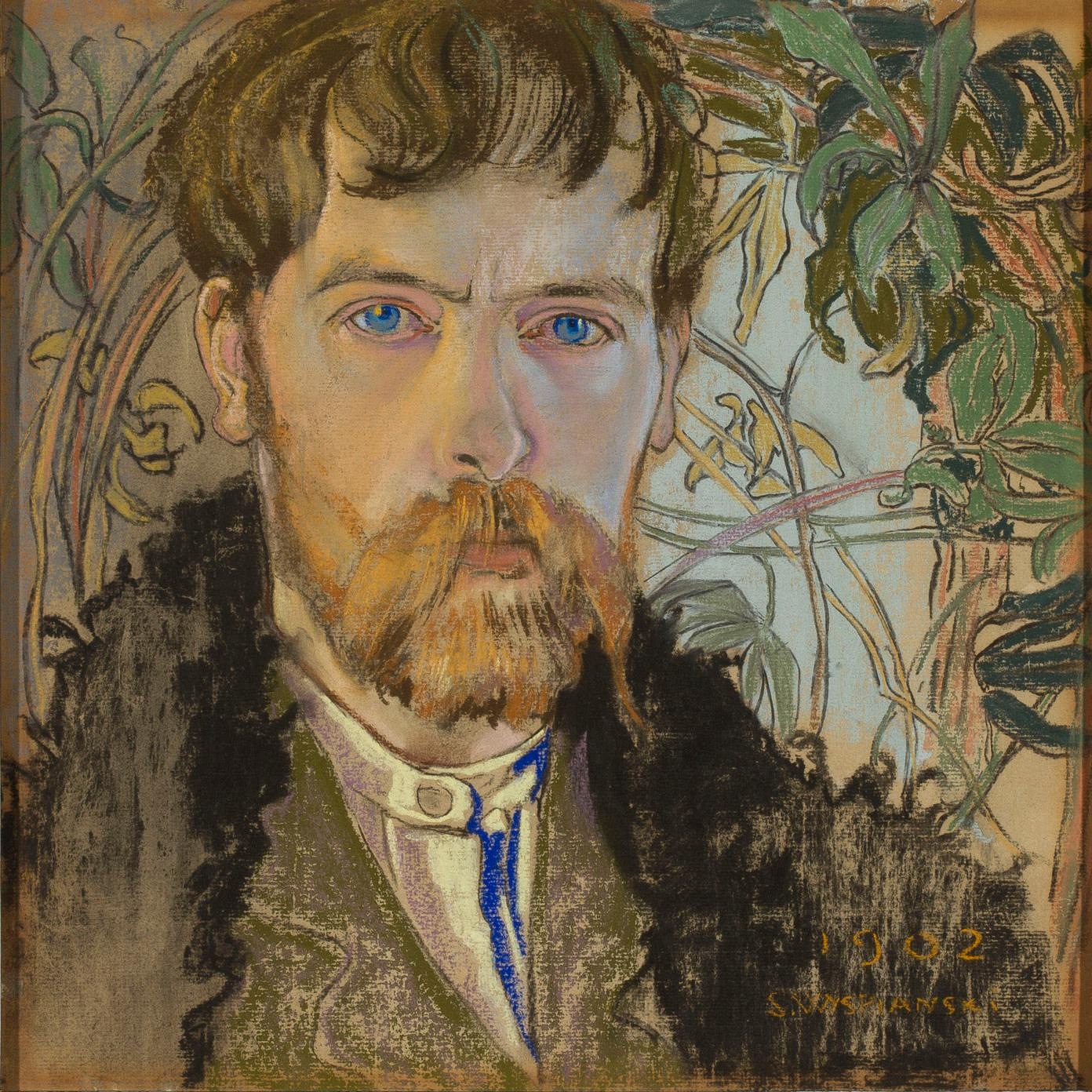
Stanisław Wyspiański
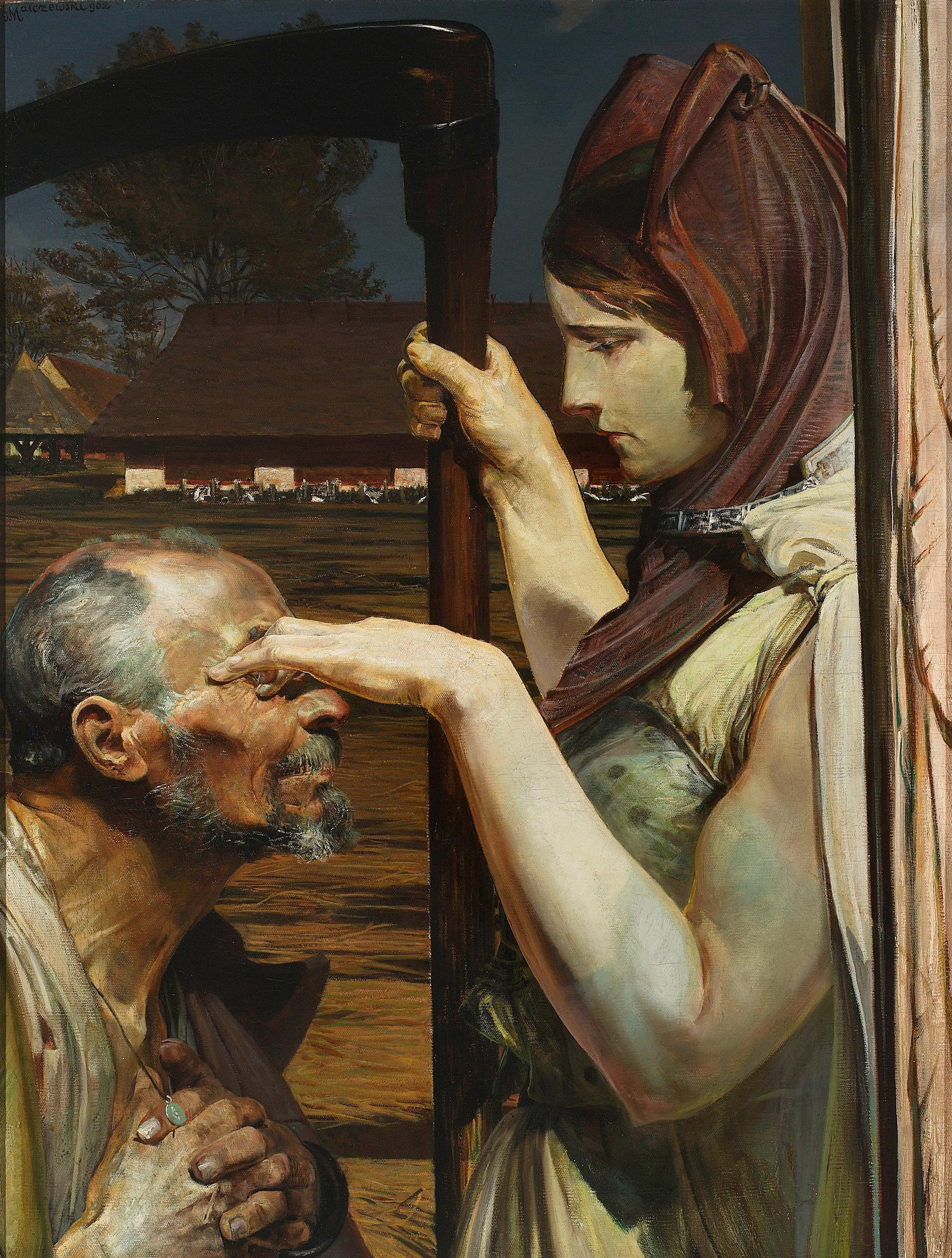
Jacek Malczewski
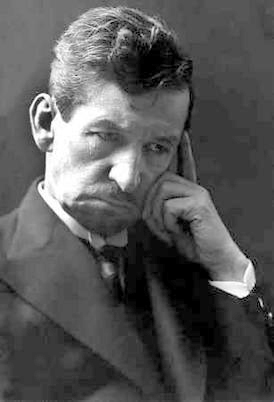
Władysław Orkan
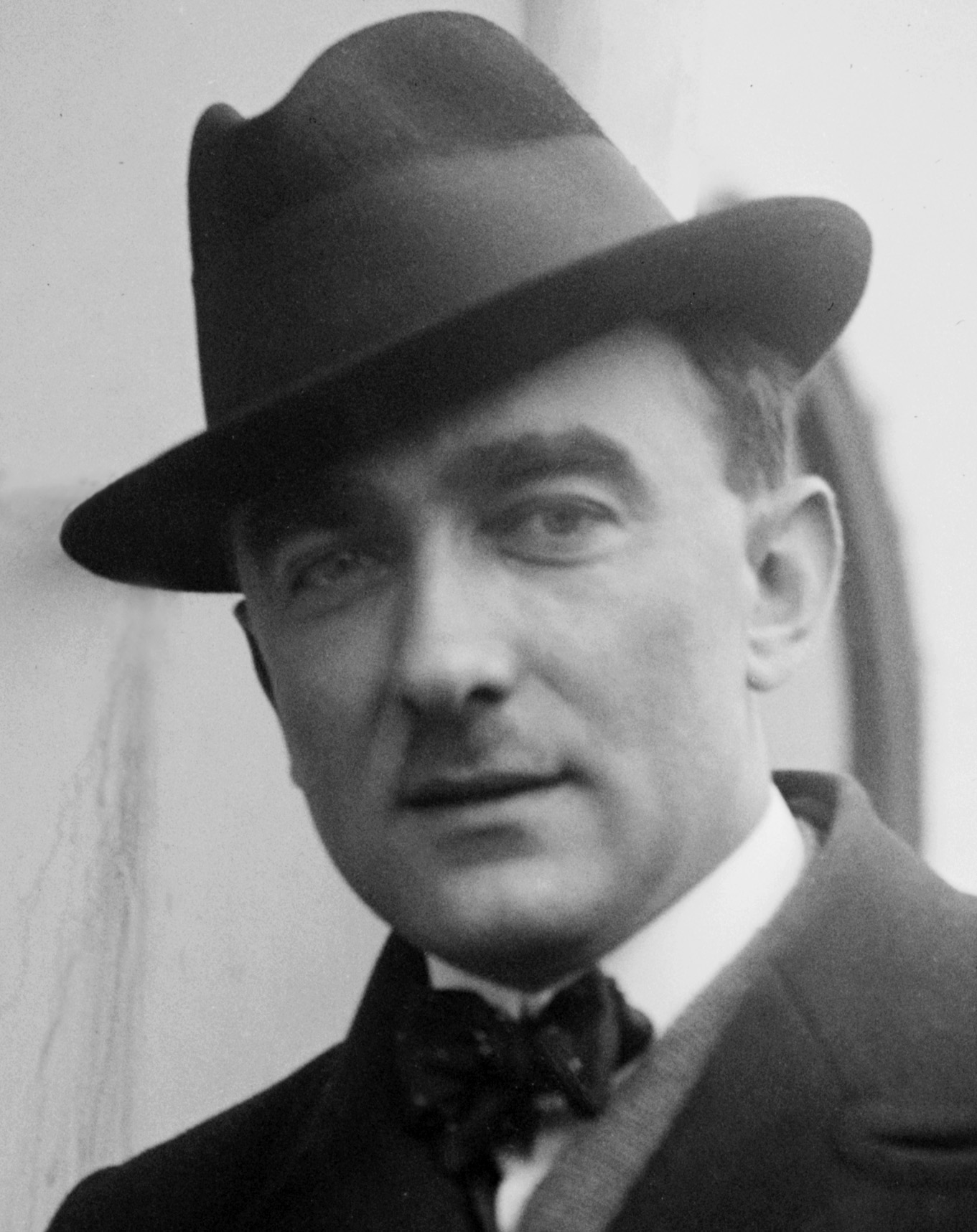
Karol Szymanowski
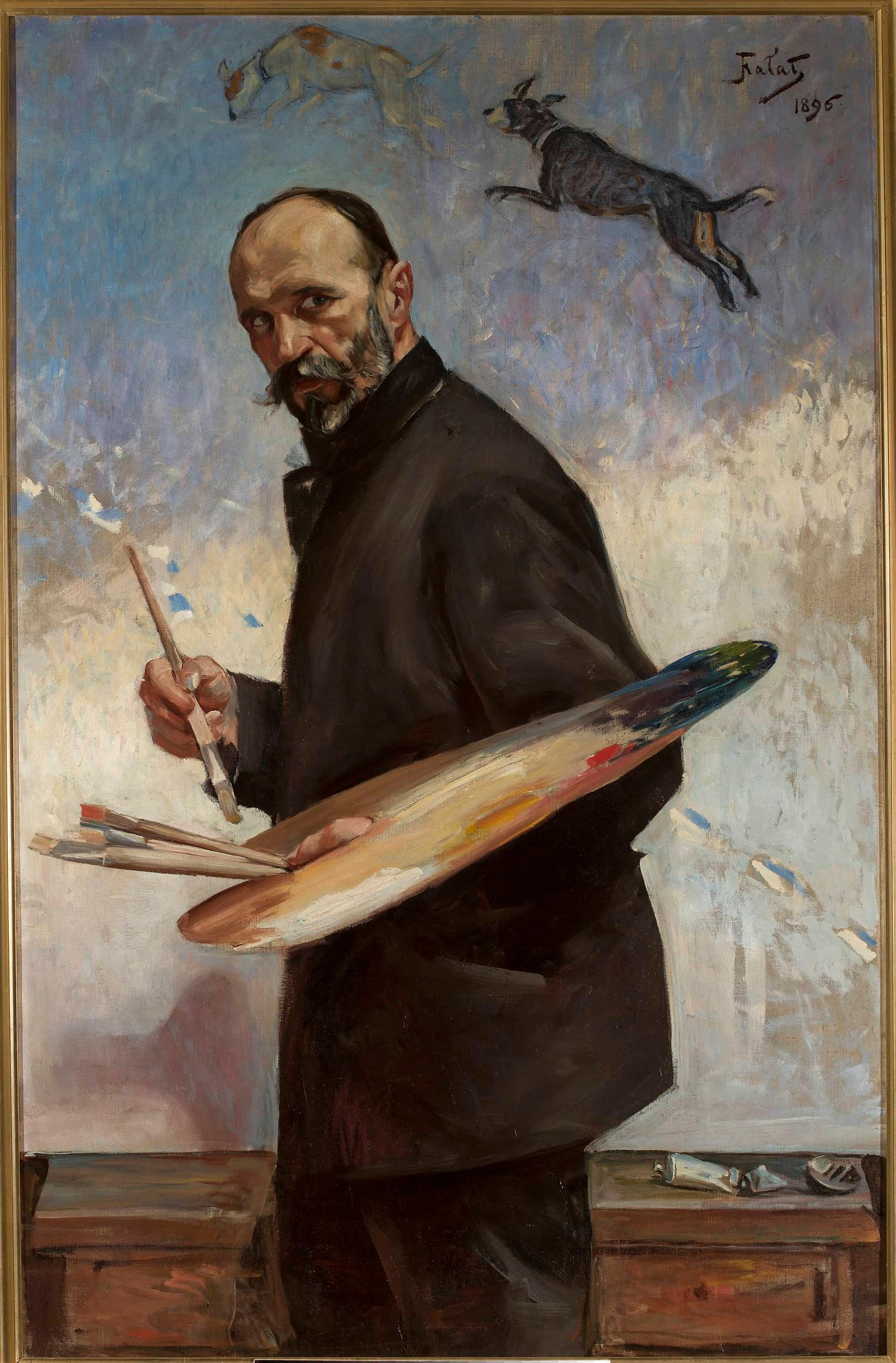
Julian Fałat (zelfportret)